# Ronit Elkabetz

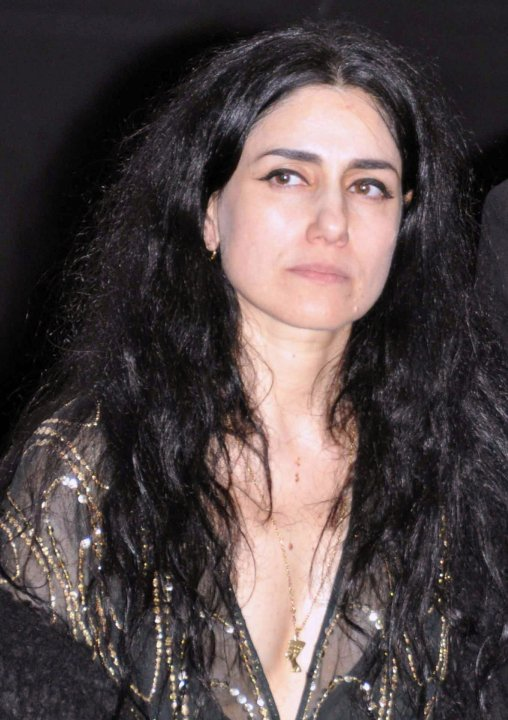
Ronit Elkabetz (2010)

Ronit Elkabetz (hebräisch רונית אלקבץ‎; * 27. November 1964 in Beʾer Scheva, Israel; † 19. April 2016 in Tel Aviv, Israel) war eine israelische Schauspielerin, Filmregisseurin und Drehbuchautorin.

## Leben und Leistungen
Ronit Elkabetz wurde 1964 als ältestes von vier Kindern marokkanischer Juden in Beʾer Scheva geboren. Ihre Kindheit verbrachte sie in Kirjat Jam. Sie studierte nie Schauspiel, sondern begann ihre Karriere als Model. Dennoch debütierte sie in dem 1990 erschienenen und von Daniel Wachsmann inszenierten Filmdrama HaMejuʿad an der Seite von Zvi Schissel und Jitzchaq Neʾeman. Anschließend spielte sie in weiteren Filmen mit, darunter auch in dem von Chaim Bouzaglo inszenierten Drama Zaleqet, mit dem sie ihr Drehbuchdebüt gab. Für ihre Rollen in Sh'Chur, Hochzeit wider Willen und Die Band von nebenan wurde sie jeweils mit dem israelischen Filmpreis Ophir Award als Beste Hauptdarstellerin ausgezeichnet. Nachdem sie 2004 als Regisseurin mit dem Drama Getrennte Wege debütiert hatte, erhielt sie auch für ihre zweite Regiearbeit Schivʿa (vgl. Schivʿah) eine Ophir-Award-Nominierung als Beste Regisseurin. Besondere Bekanntheit und Anerkennung fand sie mit dem Film Get – Der Prozess der Viviane Amsalem (Gett: Le procès de Viviane Amsalem) 2014. Bei diesen drei Filmen teilte sie sich die Regie mit ihrem Bruder Shlomi Elkabetz. Der Film wurde erstmals bei den Internationalen Filmfestspielen von Cannes 2014 in der Nebenreihe Quinzaine des Réalisateurs gezeigt. Im Juli 2014 erhielt er drei Preise, darunter den Haggiag Award als bester israelischer Film. Der Film war für den Golden Globe Award 2015 als Bester fremdsprachiger Film nominiert.
Ein weiterer Bruder ist der Schauspieler Yechiel Elkabetz.
Elkabetz starb im April 2016 im Alter von 51 Jahren an den Folgen einer Krebserkrankung. Sie hinterlässt ihren Ehemann und zwei Kinder.

## Filmografie (Auswahl)
Schauspiel
- 1990: HaMejuʿad
- 1994: Sch’Chur (שחוּר)
- 1995: Tzaleket
- 2001: Hochzeit wider Willen (Chatunna Meʾucheret)
- 2004: Eine Tochter (Or)
- 2004: Getrennte Wege (weLaqachta Lecha Ischa)
- 2007: Die Band von nebenan (Biqqur haTizmoret, ביקור התזמורת)
- 2008: Shiva
- 2009: Jaffa
- 2009: Asche und Blut (Cendres et Sang)
- 2010: Mabul
- 2011: Man sieht es ihr nicht an (Lo roʾim ʿalaich)
- 2014: Get – Der Prozess der Viviane Amsalem (Gett: Le procès de Viviane Amsalem)
- 2015: Stadt ohne Namen (Trepalium)

Regie und Drehbuch
- 1995: Tzaleket (nur Drehbuch)
- 2004: Getrennte Wege (weLaqachta Lecha Ischa)
- 2008: Shiva
- 2014: Get – Der Prozess der Viviane Amsalem (Gett: Le procès de Viviane Amsalem)

## Auszeichnung (Auswahl)
Ophir Award
- 1994: Beste Hauptdarstellerin für Sh’Chur
- 2001: Beste Hauptdarstellerin für Hochzeit wider Willen
- 2004: Nominierung als Beste Hauptdarstellerin für Getrennte Wege
- 2007: Beste Hauptdarstellerin für Die Band von nebenan
- 2008: Nominierung für die Beste Regie für Schivʿa
- 2004: Nominierung als Beste Hauptdarstellerin für Schivʿa
- 2010: Nominierung als Beste Hauptdarstellerin für Mabul

Chlotrudis Awards
- 2003: Nominierung als Beste Nebendarstellerin für Hochzeit wider Willen
- 2006: Nominierung als Beste Hauptdarstellerin für Eine Tochter
- 2009: Nominierung als Beste Nebendarstellerin für Die Band von nebenan